# Acalypha herzogiana
Acalypha herzogiana är en törelväxtart som beskrevs av Ferdinand Albin Pax och Käthe Hoffmann.
Acalypha herzogiana ingår i släktet akalyfor och familjen törelväxter. Inga underarter finns listade i Catalogue of Life.